# Mbaki Makengo
Mbaki Makengo (ur. 13 kwietnia 1969) – kongijski piłkarz występujący na pozycji obrońcy.

## Kariera klubowa
W swojej karierze Makengo grał w Belgii w drugoligowym zespole Racing Jet Wavre, a także w trzecioligowym Hoogstraten VV.

## Kariera reprezentacyjna
W 1988 roku Makengo został powołany do reprezentacji Zairu na Puchar Narodów Afryki, zakończony przez Zair na fazie grupowej. Zagrał na nim w spotkaniu z Wybrzeżem Kości Słoniowej (1:1).
W 1992 roku ponownie wziął udział w Pucharze Narodów Afryki. Zagrał na nim w meczu z Nigerią (0:1), a Zair osiągnął ćwierćfinał turnieju.
W 1994 roku po raz trzeci znalazł się w składzie na Puchar Narodów Afryki. Wystąpił na nim w spotkaniu z Mali (1:0), a Zair ponownie odpadł z turnieju w ćwierćfinale.